# 堂邑文庙
堂邑文庙，位于山东省聊城市东昌府区堂邑镇，是中华人民共和国山东省文物保护单位之一。
2006年12月7日，授予山东省文物保护单位，是一座古建筑。